# Vochomskij rajon
Il Vochomskij rajon (in russo Вохомский район?) è un rajon dell'Oblast' di Kostroma, nella Russia europea; il capoluogo è Vochma. Istituito nel 1924, ricopre una superficie di 3.400 chilometri quadrati e nel 2010 ospitava una popolazione di circa 12.000 abitanti.